# إشتموع

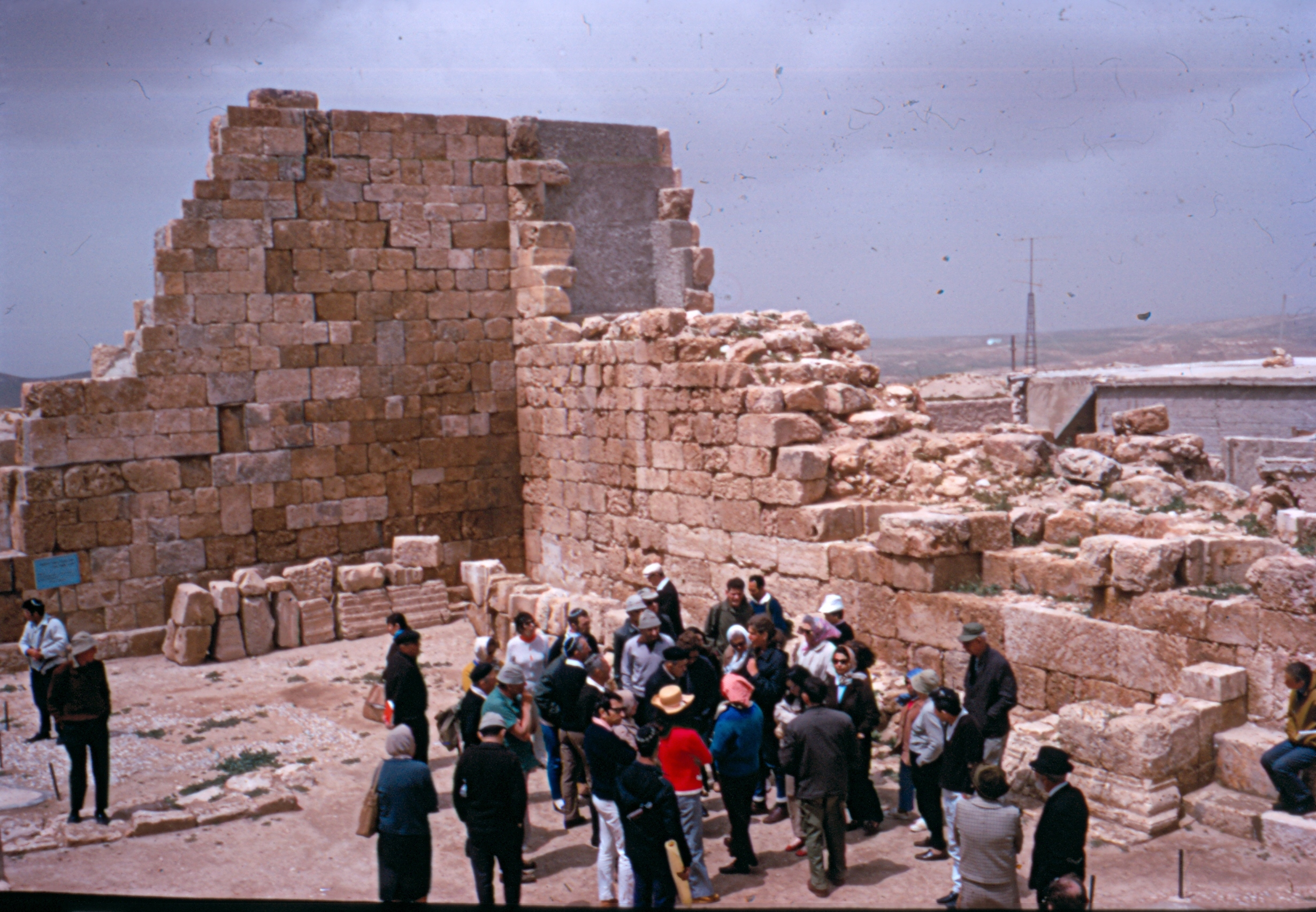
الكنيس القديم عام 1975

اشتموع (بالعبرية: אשתמוע) مستوطنة قديمة ذكرت في سفر يشوع حتى القرن الرابع الميلادي، وهي تقع في جنوب الخليل وقد أقيمت عليها بلدة السموع، وتذكر المصادر العربية أن الموقع استخدم ككنيس للطائفة اليهودية الفلسطينية التي سكنت تلك المنطقة في القرن الرابع ميلادي خلال الفترة البيزنطية، بينما في الفترة الإسلامية الوسيطة استخدم كمسجد حيث ما زال منبره موجودا باتجاه القبلة.

## تاريخها
ذكرت في سفر يشوع أنها كانت مستوطنة مضمنة لسبط يهودا ومدينة للكهنة، وحسب سفر صمويل فقد أرسل داود إلى هذه المدينة جزءا من الغنيمة التي أخذها من العمالقة 

## اليوم

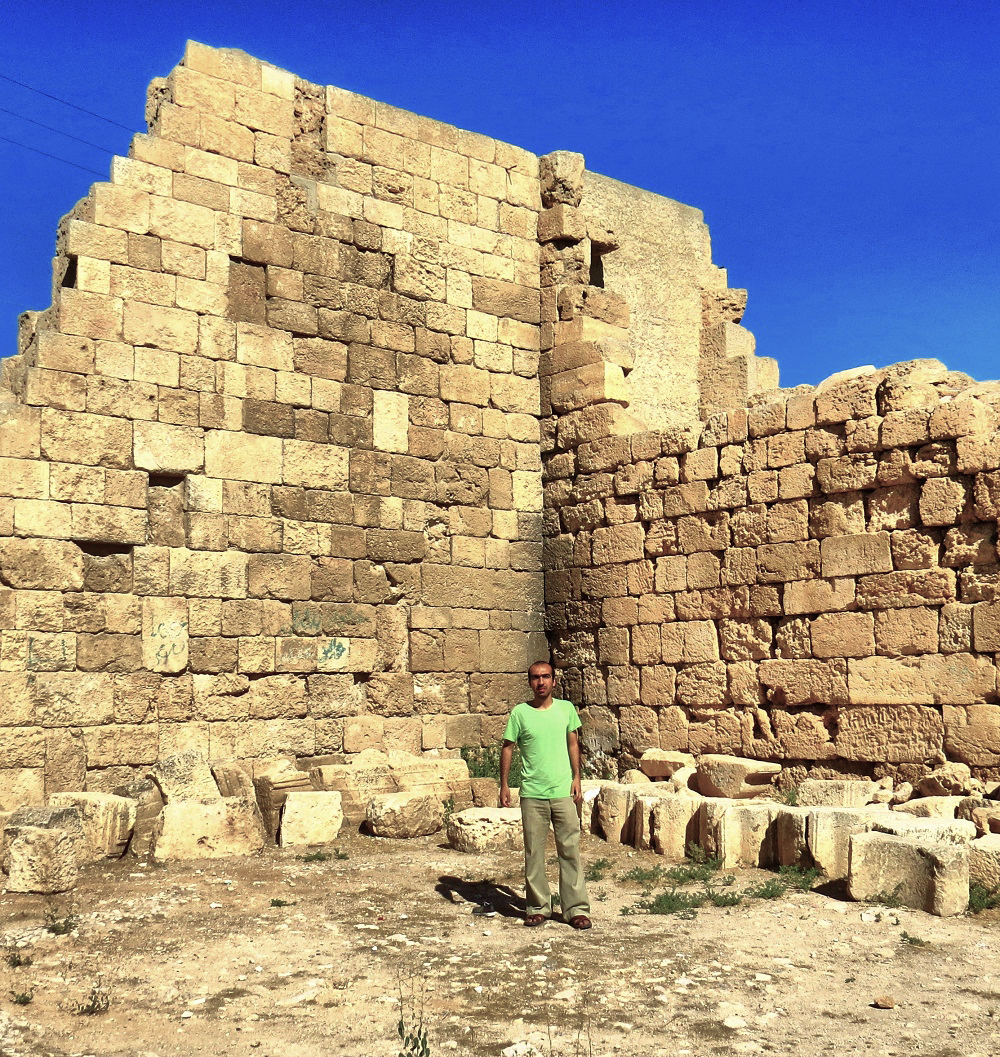
جانب من الكنيس عام 2013

يوجد الآن في بلدة السموع بقايا اثرية وأهمها الكنيس اليهودي من الفترة التلمودية في وسط البلدة، وفي عام 1934 تم إجراء تنقيبات وعثر غلى فسيفساء وقطع نقدية في الكنيس، وبعضها موجود الآن في متحف روكفلر وأخرى في متحف السامري الطيب الذي افتتح عام 2009 على طريق القدس أريحا

## وصف الكنيس
تبلغ أبعاد الكنيس قرابة 30 مترا في عرض 13 متر والجدار الغربي ارتفاعه قرابة 8.35 متر

### أيضا
- צבי אילן ,  בתי כנסת קדומים בארץ ישראל , הוצאת משרד הביטחון , 1991.
- זאב ייבין , מטמון הכסף מאשתמוע, קדמוניות , 18, הוצאת החברה לחקירת ארץ-ישראל ועתיקותיה , תשל"ב.
- יוסף נוה , על פסיפס ואבן, עמ' 114, הוצאת מעריב, 1978